# Sivergues
Sivergues település Franciaországban, Vaucluse megyében. Lakosainak száma 44 fő (2022. január 1.). Sivergues Auribeau, Buoux, Cucuron, Saignon és Vaugines községekkel határos.

## Népesség
A település népessége az elmúlt években az alábbi módon változott:
| Lakosok száma | 39   | 40   | 43   | 43   | 45   | 46   | 46   | 47   | 44   |
|               | 2013 | 2015 | 2016 | 2017 | 2018 | 2019 | 2020 | 2021 | 2022 |